# Avital Ronell
Avital Ronell (Praga, 15 aprile 1952) è una scrittrice, critica letteraria e filosofa statunitense.
Professoressa di filosofia presso la European Graduate School a Saas-Fee e professoressa di tedesco, letteratura comparata e inglese alla New York University, dove ha co-diretto la ricerca in "Trauma and Violence project".

## Biografia
Avital Ronell è nata a Praga da diplomatici israeliani ed è stata una performer prima di intraprendere la carriera accademica. Si è diplomata alla Rutgers Preparatory School nel 1971. Ha conseguito un bachelor all'Università di Middlebury e ha studiato con Jacob Taubes all'Istituto Ermeneutico dell'Università libera di Berlino. Ottenne il suo Ph.D. in tedesco sotto la considerazione di Stanley Corngold all'Università di Princeton nel 1979, insieme al suo amico e filosofo Laurence Rickels e poi continuò i suoi studi con Jacques Derrida e Hélène Cixous a Parigi.
È stata amica della sperimentale e controversa scrittrice Kathy Acker della quale riprese numerose tecniche di scrittura. È entrata alla facoltà di letteratura comparata all'Università della California - Berkeley dove ha insegnato e studiato con Philippe Lacoue-Labarthe e Jean-Luc Nancy. Successivamente si trasferì all'Università di New York nel 1995 dove ha co-insegnato in un corso con Jacques Derrida fino al 2004. È un membro centrale della European Graduate School.
Nel 2018 la professoressa Ronell è stata riconosciuta responsabile di molestie sessuali, sia fisiche sia verbali, continuate nell'arco di tre anni contro un suo studente, Nimrod Reitman, e per tale motivo sospesa dall'anno accademico successivo.

## Opere
- (2010) Fighting Theory: In Conversation with Anne Dufourmantelle, (ISBN 0-252-07623-0) traduz. di Catherine Porter e Avital Ronell dal francese
- (2008) Avital Ronell, Anne Dufourmantelle, Giornale di una tossicofilomaniaca. Conversazioni filosofiche con Anne Dufourmantelle, Il Nuovo Melangolo.
- (2007) The UberReader, (ISBN 0-252-07311-8 ) (ed. Diane Davis)
- (2006) American philo: Entretiens avec Avital Ronell, (ISBN 2-234-05840-6) intervista di Anne Dufourmantelle
- (2005) The Test Drive, (ISBN 0-252-02950-X)
- (2004) Scum Manifesto, (ISBN 1-85984-553-3) (di Valerie Solanas, introduzione di Avital Ronell)
- (2001) Stupidity, (ISBN 0-252-07127-1)
- (1998) Finitude's Score, (ISBN 0-8032-8949-9)
- (1993) Crack Wars: Literature, Addiction, Mania, (ISBN 0-252-07190-5)
- (1991) Avital Ronell, (ISBN 1-890451-05-3) intervista con Andrea Juno. In Re/Search: Angry Women 13
- (1989) Telephone Book, (ISBN 0-8032-8938-3)
- (1989) The Ear of the Other, (ISBN 0-8032-6575-1) traduz., Jacques Derrida
- (1986) Dictations: On Haunted Writing, (ISBN 0-8032-8945-6)
- (1982) La bouche émissaire, Cahiers confrontation, n° 8